# Loon Lake Mountain Fire Observation Station
La Loon Lake Mountain Fire Observation Station est une tour de guet du comté de Franklin, dans l'État de New York, dans le nord-est des États-Unis. Située à 1 023 mètres d'altitude dans les Adirondacks, elle est protégée dans la Debar Mountain Wild Forest. Construite en 1917, elle est inscrite au Registre national des lieux historiques depuis le 5 décembre 2008.